# Dywizja Szkolna Edelmann
Dywizja Szkoleniowa Edelmann (niem. Ausbildungs-Division Edelmann) – jedna z niemieckich dywizji szkoleniowych. Utworzona w kwietniu 1945 roku w Austrii, podlegała Grupie Armii Południe. Wojnę zakończyła na terenie północnej Austrii.